# Erigone remota
Erigone remota là một loài nhện trong họ Linyphiidae. Chúng được Ludwig Carl Christian Koch miêu tả năm 1869.

## Phân loài
- Erigone remota dentigera Eugène Simon, 1926